# Asian-Oceanian Computing Industry Organization
Asian-Oceanian Computing Industry Organization (ASOCIO) — Азійсько-Океанська організація комп'ютерної індустрії, є федерацією асоціацій комп'ютерної індустрії Азійсько-Тихоокеанського регіону.
Заснована в 1984, в Токіо, Японія, ASOCIO сприяє контактам і торгівлі ІТ-компаній, розвиває ІТ-індустрію в регіоні.
Щорічно проводить ІКТ Саміт, один із найпотужніших ІТ-форумів, на якому представники урядів і ІТ-бізнесу знаходять нові можливості для розвитку регуляторного середовища і бізнесу.
ASOCIO представляє інтереси 31 економіки і включає ІТ-асоціації 21 країни Австралія, Бангладеш, В'єтнам, Гонконг, Індія, Індонезія, Камбоджа, Корея, Лаос, Малайзія, Монголія, М'янма, Непал, Нова Зеландія, Пакистан, Сінгапур, Тайвань, Таїланд, Філіппіни, Шрі-Ланка, Японія. Організація має також сім гостьових членів із таких країн: США, Велика Британія, Канада, Іспанія, Франція, Росія і Кенія.